# Guy Finch-Hatton
Guy Montagu George Finch-Hatton (28 mai 1885 - 10 février 1939) est un pair et banquier anglais.

## Jeunesse
Guy Montagu George Finch-Hatton est né le 28 mai 1885. Il est le fils de Henry Finch-Hatton (1852–1927) et d'Anne Jane Codrington. Il est le frère de Gladys Margaret Finch-Hatton (qui épouse le capitaine Osmond Williams, un fils de Osmond Williams (1er baronnet)) et Denys Finch Hatton, un célèbre chasseur de gros gibier.
Le père de Finch-Hatton est le deuxième fils de George Finch-Hatton, 10e comte de Winchilsea et de sa troisième épouse Frances Margaretta Rice (la fille aînée d'Edward Royd Rice, député de Dane Court). Ses grands-parents maternels sont l'amiral de la flotte Sir Henry Codrington (en) et Helen Jane Smith (une fille de C. Webb Smith).
Il fait ses études au Collège d'Eton et au Magdalen College, à Oxford.

## Carrière
En 1908, il est lieutenant des Royal Engineers. Pendant la Première Guerre mondiale, il sert comme Lieutenant commandant dans la Royal Naval Reserve de 1915 à 1917 et lieutenant-colonel de la Royal Air Force de 1917 à 1918. Il reçoit la Croix du service distingué et est officier de l'Ordre de l'Empire britannique en 1919. De 1922 jusqu'à sa mort en 1939, il est trésorier de l'hôpital St George. En 1927, Finch-Hatton accède au titre à la mort de son père, Henry Finch-Hatton, le 13e comte de Winchilsea.

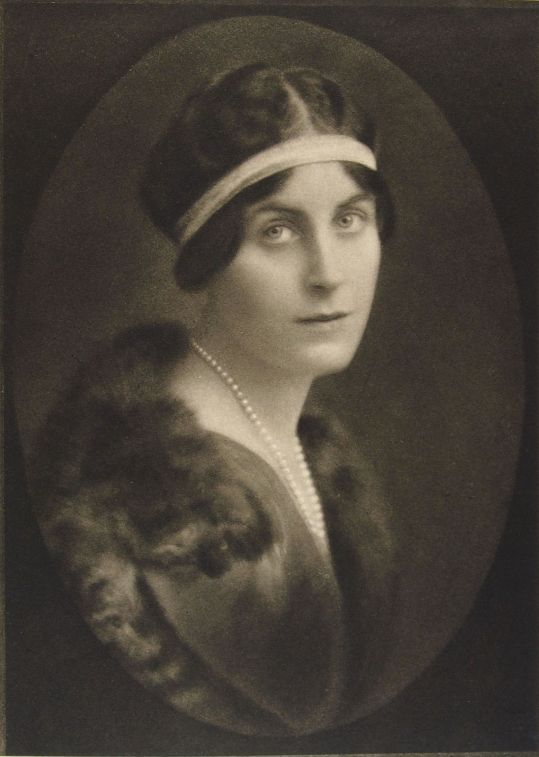
Photographie de sa femme, Margaretta, tirée du livre des belles femmes par EO Hoppé, 1922.

Peu de temps après son mariage en 1910, il devient membre de la Bourse de Londres et associé du cabinet Kitcat & Aitken, l'un des principaux cabinets de Bishopsgate Street. Lord Winchilsea est également associé dans la société de titres William P. Bonbright & Co. de Londres et de New York. Son beau-frère John Armstrong Drexel est également un associé du cabinet.

## Vie privée
Le 8 juin 1910, il épouse Margaretta Armstrong Drexel (1885–1952) à St Margaret's, Westminster. La réception a lieu à la maison Drexel à Grosvenor Square. Margaretta, qui a été présentée à la cour en 1908 par la princesse Louise Margaret de Prusse, la duchesse de Connaught, est la fille de Margarita Armstrong et Anthony Joseph Drexel Jr., et la petite-fille d'Anthony Joseph Drexel, membre de la riche dynastie bancaire de Philadelphie. Ses parents ont divorcé en 1917 et sa mère a épousé Brinsley FitzGerald (en) (le fils de Peter FitzGerald, 19e chevalier de Kerry) (en)) en 1918. Ensemble, Guy et Margaretta sont les parents de trois enfants :
- Christopher Finch-Hatton (15e comte de Winchilsea) (1911-1950), qui épouse la comtesse Gladys Széchényi Sárvár-Felsövidék, fille du comte László Széchenyi (en), de la noblesse polonaise Széchényiilt, et de Alice Claypoole Vanderbilt, membre de la famille américaine Vanderbilt[8]. Ils divorcent en 1945 et il épouse Agnes Mary Conroy en 1946[9] ;
- Lady Daphne Margarita Finch-Hatton (1913–2003), qui épouse Whitney Straight (1912–1979)[10], un membre de la famille Whitney, en 1935[11] ;
- Lady Henrietta Diana Juanita Finch-Hatton (1917–1977)[2] qui épouse Peter Frank Tiarks (1910–1975)[12],[13].

Finch-Hatton est mort à Londres le 10 février 1939 à l'âge de 53 ans et est enterré à Ewerby dans le Lincolnshire. Sa veuve est décédée à Londres en 1952.